# Golden Globe-galan 2005
Den 62:a upplagan av Golden Globe Awards, som belönade insatser inom TV och film från 2004, hölls den 16 januari 2005.

## Vinnare och nominerade
Vinnarna listas i fetstil.

### Filmer
| Bästa film - drama | Bästa film - musikal eller komedi |
| --- | --- |
| - The Aviator - Closer - Finding Neverland - Hotel Rwanda - Kinsey - Million Dollar Baby | - Sideways - Eternal Sunshine of the Spotless Mind - Ray - Superhjältarna - Fantomen på Operan |
| Bästa manliga huvudroll - drama | Bästa kvinnliga huvudroll - drama |
| - Leonardo DiCaprio – The Aviator - Johnny Depp – Finding Neverland - Don Cheadle – Hotel Rwanda - Liam Neeson – Kinsey - Javier Bardem – Gråta med ett leende | - Hilary Swank – Million Dollar Baby - Nicole Kidman – Birth - Uma Thurman – Kill Bill: Volume 2 - Scarlett Johansson – A Love Song for Bobby Long - Imelda Staunton – Vera Drake                   |
| Bästa manliga huvudroll - musikal eller komedi | Bästa kvinnliga huvudroll - musikal eller komedi |
| - Jamie Foxx – Ray - Kevin Spacey – Beyond the Sea - Kevin Kline – De-lovely - Jim Carrey – Eternal Sunshine of the Spotless Mind - Paul Giamatti – Sideways | - Annette Bening – Being Julia - Renée Zellweger – På spaning med Bridget Jones - Ashley Judd – De-lovely - Kate Winslet – Eternal Sunshine of the Spotless Mind - Emmy Rossum – Fantomen på Operan |
| Bästa manliga biroll | Bästa kvinnliga biroll |
| - Clive Owen – Closer - Jamie Foxx – Collateral - David Carradine – Kill Bill: Volume 2 - Morgan Freeman – Million Dollar Baby - Thomas Haden Church – Sideways | - Natalie Portman – Closer - Cate Blanchett – The Aviator - Laura Linney – Kinsey - Meryl Streep – The Manchurian Candidate - Virginia Madsen – Sideways                                            |
| Bästa regi | Bästa manus |
| - Clint Eastwood – Million Dollar Baby - Martin Scorsese – The Aviator - Mike Nichols – Closer - Marc Forster – Finding Neverland - Alexander Payne – Sideways | - Sideways – Alexander Payne och Jim Taylor - The Aviator – John Logan - Closer – Patrick Marber - Eternal Sunshine of the Spotless Mind – Charlie Kaufman - Finding Neverland – David Magee        |
| Bästa sång | Bästa musik |
| - "Old Habits Die Hard" (Mick Jagger och David A. Stewart) – Alfie - "Million Voices" (Wyclef Jean, Jerry Duplessis och Andrea Guerra) – Hotel Rwanda - "Learn to Be Lonely" (Andrew Lloyd Webber och Charles Hart) – Fantomen på Operan - "Believe" (Glen Ballard och Alan Silvestri) – Polarexpressen - "Accidentally in Love" (Adam Duritz, Dan Vickrey, David Immerglück, Matthew Malley och David Bryson) – Shrek 2 | - The Aviator – Howard Shore - Finding Neverland – Jan A.P. Kaczmarek - Million Dollar Baby – Clint Eastwood - Sideways – Rolfe Kent - Spanglish – Hans Zimmer                                      |
| Bästa utländska film | |
| - Gråta med ett leende (Spanien/Frankrike/Italien) - Gosskören (Frankrike) - Dagbok från en motorcykel (Brasilien) - Flying Daggers (Hongkong) - En långvarig förlovning (Frankrike) | |

### Television
| Bästa TV-serie - drama | Bästa TV-serie - musikal eller komedi |
| --- | --- |
| - Nip/Tuck - 24 - Deadwood - Lost - Sopranos | - Desperate Housewives - Arrested Development - Entourage - Sex and the City - Will & Grace |
| Bästa manliga huvudroll i en TV-serie - drama | Bästa kvinnliga huvudroll i en TV-serie - drama |
| - Ian McShane – Deadwood - James Spader – Boston Legal - Julian McMahon – Nip/Tuck - Denis Leary – Rescue Me - Michael Chiklis – The Shield                                                                                 | - Mariska Hargitay – Law & Order: Special Victims Unit - Jennifer Garner – Alias - Christine Lahti – Jack & Bobby - Joely Richardson – Nip/Tuck - Edie Falco – Sopranos                                                     |
| Bästa manliga huvudroll i en TV-serie - musikal eller komedi | Bästa kvinnliga huvudroll i en TV-serie - musikal eller komedi |
| - Jason Bateman – Arrested Development - Larry David – Simma lugnt, Larry! - Matt LeBlanc – Joey - Tony Shalhoub – Monk - Zach Braff – Scrubs - Charlie Sheen – 2 1/2 män                                                   | - Teri Hatcher – Desperate Housewives - Marcia Cross – Desperate Housewives - Felicity Huffman – Desperate Housewives - Sarah Jessica Parker – Sex and the City - Debra Messing – Will & Grace                              |
| Bästa manliga huvudroll i en miniserie eller TV-film | Bästa kvinnliga huvudroll i en miniserie eller TV-film |
| - Geoffrey Rush – The Life and Death of Peter Sellers - Patrick Stewart – The Lion in Winter - Jamie Foxx – Redemption: The Stan Tookie Williams Story - Mos Def – Something the Lord Made - William H. Macy – The Wool Cap | - Glenn Close – The Lion in Winter - Julianna Margulies – Terrornätet - Blythe Danner – Back When We Were Grownups - Hilary Swank – Iron Jawed Angels - Miranda Richardson – The Lost Prince                                |
| Bästa manliga biroll i en TV-serie, miniserie eller TV-film | Bästa kvinnliga biroll i en TV-serie, miniserie eller TV-film |
| - William Shatner – Boston Legal - Jeremy Piven – Entourage - Oliver Platt – Huff - Michael Imperioli – Sopranos - Sean Hayes – Will & Grace                                                                                | - Anjelica Huston – Iron Jawed Angels - Nicollette Sheridan – Desperate Housewives - Drea de Matteo – Sopranos - Charlize Theron – The Life and Death of Peter Sellers - Emily Watson – The Life and Death of Peter Sellers |
| Bästa miniserie eller TV-film | |
| - The Life and Death of Peter Sellers - American Family - Iron Jawed Angels - The Lion in Winter - Something the Lord Made                                                                                                  | |

### Cecil B. DeMille Award
- Robin Williams